# Columbus Crew SC
El Columbus Crew Soccer Club és un club de futbol professional dels Estats Units, de la ciutat de Columbus, Ohio. Equip de la Major League Soccer des de 1996.

## Història
El club fou fundat el 1994 amb el nom de Columbus Crew i és un dels clubs fundadors de l'MLS. Va guanyar el seu primer títol el 2002 guanyant la US Open Cup guanyant a Los Angeles Galaxy per 1-0 a la final. Va aconseguir guanyar la seva primera Copa MLS el 2008 guanyant per 3 a 1 als New York Red Bulls a la final. També va guanyar un Escut dels seguidors de l'MLS al millor equip de la lliga regular el 2004, 2008 i 2009, també va ser campió de la Conferència Est aquests anys.
El seu màxim rival és el Chicago Fire, per proximitat i sobretot el Toronto FC, amb qui juga la Trillium Cup des del 2008, dominada pels de Columbus, rivalitat que va augmentar el 2009 per uns incidents a fora de l'estadi de Columbus entre aficionats dels dos equips, baralla que va acabar amb un aficionat del Toronto FC detingut. També hi va haver danys a l'estadi en el sector on estaven els seguidors radicals del Toronto FC.
Guillermo Barros Schelotto va ser fitxat pel Columbus Crew l'any 2007 com a jugador franquícia designat, l'any següent obtingué el títol de Futbolista de l'any als Estats Units, i la seva aportació va ser decisiva perquè el Columbus Crew aconseguís de nou l'Escut dels seguidors de l'MLS (MLS Supporters' Shield) abans de guanyar la Copa MLS de l'any 2008 al vèncer els New York Red Bulls per 3-1, i donant les assistències als tres gols. L'any 2009 va rebre l'honor de ser el primer jugador del club que va aconseguir el títol.
A finals de 2014, el club va canviar el seu escut i va afegir "SC" al final del seu nom. "SC" significa "Soccer Club", però el nom de l'equip és oficialment "Columbus Crew SC".
A l'octubre de 2014 es va anunciar que a partir de 2015 comptaria amb un nou logo i una nova marca, passant el seu nom complet a ser Columbus Crew SC, i abandonant el logo dels tres treballadors per un circular, més senzill i amb el número 96 dins d'aquest, servint de tribut a la història del club com un dels equips fundadors de la lliga.
A l'MLS Cup 2015, l'equip va aconseguir arribar a la final després de set anys, on va ser derrotat per 2-1 contra el Portland Timbers, amb gols de Kei Kamara per a Columbus, i Diego Valeri i Rodney Wallace per a Portland.
El 2 de desembre de 2018, Caleb Porter reemplaça a Berhalter com a entrenador del club.
El club es va consagrar campió de la Major League Soccer 2020, després de sortir 3r en la Conferència Est i vèncer en els play-offs a New York Red Bulls, Nashville SC, New England Revolution i a Seattle Sounders en la final. El futbolista argentí Lucas Zelarayán va ser la figura de la temporada i va convertir 2 gols en la final contra el Seattle Sounders.

## Estadi
Entre la seva primera temporada, fins a mitjan 2021, el Columbus Crew va jugar els seus partits com a local a l'històric Columbus Crew Stadium situat a Columbus, Ohio, va ser inaugurat el 1999 i compta amb una capacitat per a 20.145 espectadors i és el primer estadi específic de futbol del país. Des del 3 de juliol de 2021, el Columbus Crew juga de local en el Lower.com Field, nou estadi específic de futbol també localitzat a la ciutat de Columbus. La capacitat és per a 20.011 espectadors.

## Palmarès
- MLS Cup: 3 (2008, 2020, 2023)
- MLS Supporters' Shield: 3 (2004, 2008, 2009)
- US Open Cup: 1 (2002)
- Leagues Cup: 1 (2024)
- Campeones Cup: 1 (2021)

## Uniforme
- Uniforme titular: Samarreta groga amb línies negres, pantaló groc, mitges negres.
- Uniforme alternatiu: Samarreta groga i negra, pantaló negre, mitges grogues.

Evolució de l'uniforme titular
| 1996–97 | 1998 | 1999–01 | 2002–03 | 2004–05 | 2006–07 | 2008–09 | 2010–11 |  |

| 2012–14 | 2014 | 2015–16 | 2017–18 | 2019–20 |

Evolució de l'uniforme alternatiu
| 1996–97 | 1998–99 | 2000–01 | 2002–03 | 2004–05 | 2006–07 | 2008–09 | 2010–11 |  |

| 2012–14 | 2015–17 | 2016 | 2018–19 |